# Marindeck
MarinDeck（マリンデック）は、HiSubwayが開発したAndroid用アプリケーションである。
Android、iOSでTweetDeckに似たような操作を行うことができる。

## 概要
MarinDeckは、TweetDeckをベースとした非公式アプリでありAndroid版ではノーコードツールで開発されている。

対応言語は日本語、英語、ドイツ語、スペイン語、カタルーニャ語

## 技術

### iOS
Swiftで書かれており、基本的にUIKit一部SwiftUIが使用されている。

### Android
ノーコード開発ツールkodularを用いて開発されている。